# 冥色の隷姫 〜緩やかに廃滅する青珊瑚の森〜
『冥色の隷姫〜緩やかに廃滅する青珊瑚の森〜』（めいしょくのれいき ゆるやかにしするあおさんごのもり）は、アナスタシアから2005年9月16日に発売されたPC用18禁戦略級SLGである。2009年12月18日にタイトルを「Princess of Darkness」と変更したダウンロード版と廉価版が発売されている。
公式ガイドブック付属のアペンドデータの追加インストールにより、難易度設定と新規イベントを追加可能。ただし、ダウンロード版と廉価版には、専用のPrincess of DarknessアペンドデータDL版(壁紙等のデータをオミットしたもの)を使用する必要がある。

## 概要
エウシュリーから発売されたアダルトゲーム第7作目で、ディル＝リフィーナのラウルバーシュ大陸西方「リガナール半島」が舞台となっている。
本作は、地域制圧型の戦略シミュレーションゲームと調教シミュレーションゲームを組み合わせたものになっており、プレイヤーはイグナートという魔人となり、属国から手に入れた王女・シルフィエッタを調教する傍ら、リガナール半島での戦乱を巻き起こす内容となっている。
このため、ゲームオーバーの条件の一つにシルフィエッタの自害が含まれている。

## 物語
リガナール半島のエルフには「月輪が光り失う夜に生を受けたる娘　総身に満ちたる力尽くることなし　その御髪に月光を眼に森の恵みを宿し　仕える主へ無量の力を与えん」という伝説があった。そして、グレイスメイルの森に住むエルフ族の国ルア＝グレイスメイルの姫シルフィエッタ・ルアシアはこの伝説の姫であった。
魔術を極め、魔人となったイグナートはルア＝グレイスメイルへ攻め込み、属国とすることに成功した。友好の証として、シルフィエッタを得る。以後、取引材料や魔力の供給源としてシルフィエッタを利用することになる。

## キャラクター

### ザルフ＝グレイス
イグナート
声：なし
元人間族。魔術を極め、鬼族の魔人となる。元々肥沃な土地であったザルフ＝グレイスに住みついたころから荒廃した土地になる。
魔人となる前から魔術に必要な希少価値のある道具を入手するために危険な場所に赴いたり、素材を持つ魔物との戦いを行っていたために当時から魔術師とは思えないほどの体つきだった。魔人になった後は高い治癒能力を得たが、人間時代の傷は治ることなくそのまま痕として残っている。
シルフィエッタ＝ルアシア
声：かわしまりの
ルア＝エルフ族。リガナール半島に伝わる伝説の姫。属国にされたルア＝グレイスメイルからの献上品。ゲームでは彼女を調教することでエンディングが分岐するようになっており、自害した場合はゲームオーバーとなる。
基本的には心優しい女性であり、畏怖する相手であるイグナートの間に生まれたセオビットにも気をかけることがある。異常なほどに酒に弱い。
ティリ
声： 風華
イグナートの軍師である魔導人形。冷酷な性格で全ての行動がイグナートを優先したものとなっている。ほぼ全裸であるが、体に巻かれている紐のようなものはイグナートからもらったもので非常に大切にしている。
アレサ
声：白井綾乃
シルフィエッタの侍女を務める、下半身が触手のエルザリィ族の女性。健気。
セオビット
声：緒田マリ
シルフィエッタとイグナートの間に産まれた魔人とエルフのハーフ。母であるシルフィエッタに似た美しい外見とイグナート譲りの魔人の特徴である角や翼、尾そして強大な力を持つ。クラスチェンジにより3段階の肉体成長があり、それぞれでステータスも異なる。魔人として残酷な面も持つが、基本的に我侭で奔放。ゲームシステム上は何人も誕生させることが可能で、追加シナリオでは3人同時に登場する場合もある。その場合、各クラスの成人・少女・幼女が長女･次女･三女となったセオビット3姉妹となる。
ヴォーヴァ
声：なし
ザルフ＝グレイスの鬼族総大将で、集落の襲撃や略奪を得意とする。
スティスニア
声：青山ゆかり
ザルフ＝グレイスの飛天魔族総大将。誇り高い。
ピクテース
声：ダイナマイト亜美
睡魔族遊撃部隊のリーダーで、敵軍の戦意を削ぐ能力を持っている。
エウシュリーちゃん
クリア後に開放できる特典を使用すると出現。少なくとも初回では城の掃除をしていたために顔を出せなかったとのこと。イグナートに仕えている形ではあるが基本的には自由奔放である。戦闘員としても使用可能。また下記のブラックエウシュリーちゃんと共にメインキャラ達との会話にも頻繁に参加する。
ブラックエウシュリーちゃん
クリア後に開放できる特典を使用すると出現。週を進めるとカップめんを求めて各国を訪れる二人のサブストーリーを見ることができる。戦闘員としても使用可能。

### ルア＝グレイスメイル
エフィ・ルアシア
声：金松由花
シルフィエッタの弟で、他の者たちとともにレノアベルテの神殿に疎開している。ルア＝グレイスメイルの第一王子でもあり、王位継承権は姉よりも上である。
プラディアム・リュート
シルフィエッタとエフィの叔父で、ルア＝グレイスメイル王国の貴族院議長も務めている。
戦乱により王家がなくなったため、エフィの摂政として執政を代行している。

### フェルディナ王国
イルミテシア・ユーデス
声：楠鈴音
フェルディナ王国の王女である、人間族の少女。
セリル・ガヴリオ
声：田中杏
フェルディナ王国の翠玉騎士団の軍団長である人間族の女騎士で、イルミテシアの護衛も務めている。
グレイオ・ユーデス
フェルディナ王国の国王であり、イルミテシアの実父にあたる。

### ルーファベルテ
フレイア・メイ
声：こむら菜々
上級(フレイ)エルフの部族である、ルーファ族の長を務める女性で、グレイオとは戦友でもあった。なお、「フレイア・メイ」という名は、部族に伝わる勇者の名前であり、部族長に就任した者はこの名を名乗るのが習わしである。
スティーレ・リト
ルーファ族の主席軍団長を務める男性で、次期フレイア・メイとしても名高い人物。

### ドルアーギア帝国
ユーディット・ウェスランド
声：西田こむぎ
ドルアーギア帝国の第一皇女である人間族の女性。婚約が予定されていたものの、相手の不幸により取り消されたという過去を持つ。
基本的には国のことを第一に考えるが、遠征軍に同行していた妹・キュアがザルフ＝グレイスに捕らわれたことを知り、交渉役を買って出る。
レオノ・ウェスランド
声：深井晴花
ドルアーギア帝国の第二皇女で、ユーディットの妹にあたる。年の離れたカルロフ・ザイン公爵を婿養子にするも、夫に対しては不満を持っている。
また、第三皇女にあたる双子の妹がいたが、幼少時に死別している。
キュア・ウェスランド
声：桜川未央
ドルアーギア帝国の第四皇女。甘やかされた結果、わがままで幼稚な人物に育った。軽い気持ちで遠征軍に同行した結果、ザルフ＝グレイスに捕らわれてしまう。

### 雷霆の勇者たち
ルーフィン・ウェイル
嵐の神(バリハルト)の加護を受けた人間族の勇者。民を苦しめるイグナートに戦いを挑む。
ミシェル・ファリア
声：逢川奈々
ルーフィンの仲間である人間族の魔法剣士。
ユノ・フロール
声：青川ナガレ
ルーフィンの仲間である人間族の僧侶見習いで、回復等の支援魔法を使う。
ブレイミース・モス
ルーフィンの仲間である高位の魔術師。

### その他
ディグレート・ダウル
砂漠の国家連合・シャハル連合体の国家長をつとめる人間族の男性。当初は交易を重視する姿勢を貫いたものの、事態を重く見た結果、軍事方面にも潤沢な資金を投入し、飛竜部隊を結成してザルフ＝グレイスへの侵攻を試みた。
カタラバクル・セントト
シャハル連合の国境警備隊隊長をつとめる人間族の男性で、ディグレートの旧友にあたる。国境周囲の治安問題とそれを軽視するディグレートの方針について悩んでいた。
ディクシー
声：奥田香織
ワハシュラゴアにて、竜族の巫女を務める女性で、竜の姿をとることもできる。リガナール半島の調停者としての役割を担っている。
エミリア・ダーラック
声：KOHIRO
蜜蜂の荒地の領主を務める睡魔族の女性。蜜蜂の荒地に所属するユニットの一部は彼女が召喚した霊やゴーレムなどである。
リリッカ・スルニー
声：KOHIRO
エミリアと行動を共にする人間族の女性。かつては旧トレド王国を拠点とする盗賊団の頭領を務めていたが、エミリアがかけた呪いによって声を奪われる。呪いを解くには術者を殺さなければならず、エミリアに同行する傍ら殺害の機会をうかがっている。
ゾッハ
蜜蜂の荒地を拠点とする鼈甲蜂盗賊団の頭領を務める人間族の男性。表向きはエミリアに従っているが、実際は彼女の寝首を掻くつもりである。
ラブミース・ヴァリ
声：椿
エルフの種族であるヴァリ＝エルフの部族である、ヴァリ＝グレイスメイル族の部族長を務める闇巫女。レノアベルテとはかつて同じ部族だったが、現在は二つに分かれており、レネオルシアを敵視する一方、イグナートに対しては好意的に接している。
レネオルシア
神秘エルフ族の部族である、レノア族部の族長を務める男性。
トッド
巨人族であるサイクロプス族の部族である、ドルプケイス族の長を務める男性で、本拠地には多数の妻がいる。エミリアの甘言にのってイグナートを敵視する。
サーシュ・ベルテ＝リオル
リア＝エルフ族の一部族国の第一王子兼ベルテガーライル遠征軍軍団長。シルフィエッタとは昔馴染みであり求婚を考えていたが、遠征から帰還した際に彼女がザルフ＝グレイスへ献上されたことを知る。
ザウミオン
青珊瑚の森(ルア＝カウア)に封じられていた魔神。エウシュリー作品における「はぐれ魔神」の位置に立ち、ゲームの進行次第では自軍に引き入れることも可能である。
バミアン
闇商人。
ラギール・バリアット
バミアンの紹介により、イグナートと関係を結んだ闇商人。

## 書籍
- 冥色の隷姫　〜緩やかに廃滅する青珊瑚の森〜　コンプリートガイド　晋遊舎 A4版　ムック (2006/01/20)　ISBN 978-4883805082